# Buffalo Bill a Roma
Buffalo Bill a Roma è un film del 1949 diretto da Giuseppe Accatino.
La pellicola è stata prodotta dalla sua S.I.L.A. Film.

## Trama
È il 1906 e il celebre circo equestre di Buffalo Bill si trova a Roma. Buffalo Bill, assieme al poco raccomandabile Red, suo aiutante, visita i dintorni con l'intenzione di acquistare dei cavalli. Giungono così in Maremma, presso la tenuta della facoltosa contessa Stefania. La figlia del guardiano della tenuta, Maria, s'innamora di Red e tronca i rapporti con il fattore Pietro, suo promesso sposo di cui però non è innamorata. Ne scaturisce una sfida tra i butteri locali e i cowboy nella quale eccelle Pietro, mentre Red viene battuto. Maria tuttavia continua ad essere innamorata di Red e, mentre di notte sono appartati nelle campagne, i due giovani vengono sorpresi dal vecchio padre della ragazza che, nello scontro conseguente, viene ucciso da Red. A quel punto sopraggiunge Pietro e Red, nel tentativo di uccidere anche lui, ferisce invece Maria. Sarà Lolita, amante tradita di Red, ad ucciderlo con un coltello. Maria allora chiede perdono a Pietro e torna fra le sue braccia.

## Accoglienza
Unico film dell'esordiente Accatino, è stato accolto molto male dalla critica: Alberto Albertazzi sulla rivista Intermezzo lo definisce «dopo tutti i rabberciamenti possibili, assolutamente impresentabile». Distribuito a livello regionale due volte, nel 1951 e nel 1953, riscuote 16,2 milioni di lire di incassi.